# Eptatretus astrolabium
Eptatretus astrolabium – gatunek bezżuchwowca z rodziny śluzicowatych (Myxinidae).

## Zasięg występowania
Wybrzeża Papui-Nowej Gwinei.

## Cechy morfologiczne
Osiąga 40 cm długości. Posiada 7 par otworów skrzelowych. Gruczoły śluzowe: przedskrzelowe – 18–19, skrzelowe – 5, na tułowiu – 48–49, razem 83–84 gruczoły. 

## Biologia i ekologia
Występuje na głębokości do 500 m nad dnem mulistym.
Żeński holotyp został złapany z kilkoma jakami o średnicy ok. 2 mm.